# Actinopora japonica
Actinopora japonica är en mossdjursart som beskrevs av Ferdinand Canu och Ray Smith Bassler 1929. Actinopora japonica ingår i släktet Actinopora och familjen Actinoporidae. Inga underarter finns listade i Catalogue of Life.